# سن-کله
سن-کله (به فرانسوی: Saint-Clet) یک کمون در فرانسه است که در Canton of Pontrieux واقع شده‌است.

## خصوصیات
سن-کله ۱۴٫۴۶ کیلومترمربع مساحت و ۸۴۵ نفر جمعیت دارد.